# Heber (Bibel)
Heber ist im Alten Testament der Name von vier Personen.

## Etymologie
Der hebräische Personenname חֶבֶר ḥævær (i. P. חָבֶר ḥāvær) ist ein Einwortname und bedeutet „Gefährte / Genosse“. Die Septuaginta gibt den Namen als Χοβορ chobor wieder, die Vulgata als Heber, der Samaritanische Pentateuch als ’Ābar.

## Heber, Sohn Berias
Heber ist nach Gen 46,17  der älteste Sohn Berias und Enkel Aschers. Sein Bruder heißt Malkiël. Von ihm stammen nach Num 26,45  die Heberiter ab. Seine Söhne heißen nach 1 Chr 7,32  Jaflet, Schemer und Hotam, seine Tochter Schua.

## Heber, Keniter
Im Buch der Richter ist Heber der Mann der Jaël. Er gehört zum Stamm der Keniter. Ri 4,11  führt ihn auf Hobab, den Schwiegervater des Mose zurück und berichtet, er hätte sich von den Söhnen Hobabs getrennt. Er lagerte an der Eiche von Zaanannim bei Kedesch. In Ri 4,17  wird erwähnt, dass zwischen Jabin, dem König von Hazor, und seiner Familie Frieden herrsche.

## Heber, Sohn Mereds
Nach 1 Chr 4,18  ist Heber der zweitälteste Sohn Mereds und einer Judäerin. Er gehört dem Stamm Juda an. Seine Brüder heißen Jered und Jekutiël, seine Halbgeschwister, Kinder der Ägypterin Bitja, der Tochter des Pharao, heißen Mirjam, Schammai und Jischbach. Hebers Sohn ist Socho.

## Heber, Sohn Elpaals
Nach 1 Chr 8,17–18  schließlich ist Heber der vierte Sohn Elpaals. Er gehört dem Stamm Benjamin an. Seine Brüder heißen  Sebadja, Meschullam, Hiski, Jischmerai, Jislia und Jobab.